# Богданов, Иван Яковлевич
Иван Яковлевич Богданов (10 сентября 1924 — май 1949) — советский военнослужащий, участник Великой Отечественной войны, полный кавалер ордена Славы, командир отделения разведывательной роты 145 отдельной стрелковой бригады (9 гвардейская стрелковая дивизия, 6-я гвардейская армия, 1-й Прибалтийский фронт) гвардии сержант.

## Биография
Родился в крестьянской семье в деревне Яблоновка. Окончил 7 классов школы. Работал в колхозе.
В апреле 1942 года Знаменским райвоенкоматом был призван в ряды Красной армии, с ноября 1942 года на фронтах Великой Отечественной войны.
В октябре 1943 года проводя разведку боем на безымянной высоте, рядовой И. Богданов с подразделением разведчиков ворвался в опорный пункт противника, захватил пленного, станковый пулемёт, 5 автоматов, 8 винтовок и телефонный аппарат. При этом было уничтожено 12 солдат противника. 5-7 октября 1943 года с разведвзводом разведал пути прохода для частей бригады и затем ночью провёл её через заграждения, чем способствовали успешному выполнению выполнения боевой задачи. 3 декабря 1943 года при разведке высоты 170,7 первым ворвался в траншею противника и захватил пленного; при этом было уничтожено 16 солдат противника и станковый пулемёт. 2 января 1944 года приказом по бригаде он был награждён орденом Красной Звезды.
19 декабря 1943 года возле деревни Юрченки Витебского района Витебской области, участвуя в захвате пленного, по приказу командира первым ворвался в траншею, а затем и в землянку, захватил 4-х солдат противника и штабные документы. 10 марта 1944 года в Невельском районе Псковской области, участвуя в операции по захвату пленного, подбирался к опорному пункту противника, прижимаясь к земле под разрывами снарядов. Ворвался в землянку и захватил 3-х солдат противника. Приказом по дивизии от 18 марта 1944 года он был награждён орденом Славы 3-й степени.
17 апреля 1944 года участвовал в дневном налёте на противника, оборонявшего высоту в районе посёлка Идрица Себежского района. В этой операции были захвачены 3 пленных, а гарнизон уничтожен. Разведчики заняли важную в стратегическом отношении высоту, что позволило частям Красной армии продвинуться на 6 км и освободить от оккупантов несколько населённых пунктов. Приказом по 6-й гвардейской армии от 10 мая 1944 года Богданов был награждён орденом Славы 2-й степени. В 1944 году вступил в ВКП(б).
17 сентября 1944 года, когда танковые дивизии СС «Великая Германия» 7-я танковая предприняли наступление, срочно понадобился контрольный пленный, чтобы вскрыть намерения и планы противника. Гвардии сержант Богданов с подразделением по приказу командования отправился в тыл противника в район деревни Руки (15 км юго-западнее города Добеле, Латвия), организовал засаду, захватил подводу с солдатами противника и прибыл на ней в расположение своей части. За время боёв в Латвии на его боевом счету насчитывается 7 пленных и около 80 уничтоженных солдат противника. Указом Президиума Верховного Совета СССР от 24 марта 1945 года он награждён орденом Славы 1-й степени.
В декабре 1945 года демобилизовался. В 1946 году ему было присвоено воинское звание старшина.
Работал в колхозе учётчиком в тракторной бригаде, счетоводом.
Скончался в мае 1949 года.